# Spæncom
Spæncom A/S er en dansk producent af betonelementer til en række forskellige byggeopgaver. Virksomheden har ca. 450 ansatte med hovedkvarter i Hedehusene og med afdelinger i Aalborg, Vemmelev og Kolding. Spæncom er et datterselskab til svenske Addtek (som har søsterselskabet AB Strängbeton) og siden 2008 en del af franske Consolis. Selskabet blev etableret i 1966 under navnet A/S Dansk Spændbeton. I 1993 skiftede selskabet navn til Spæncom.